# Koh-i-Noor

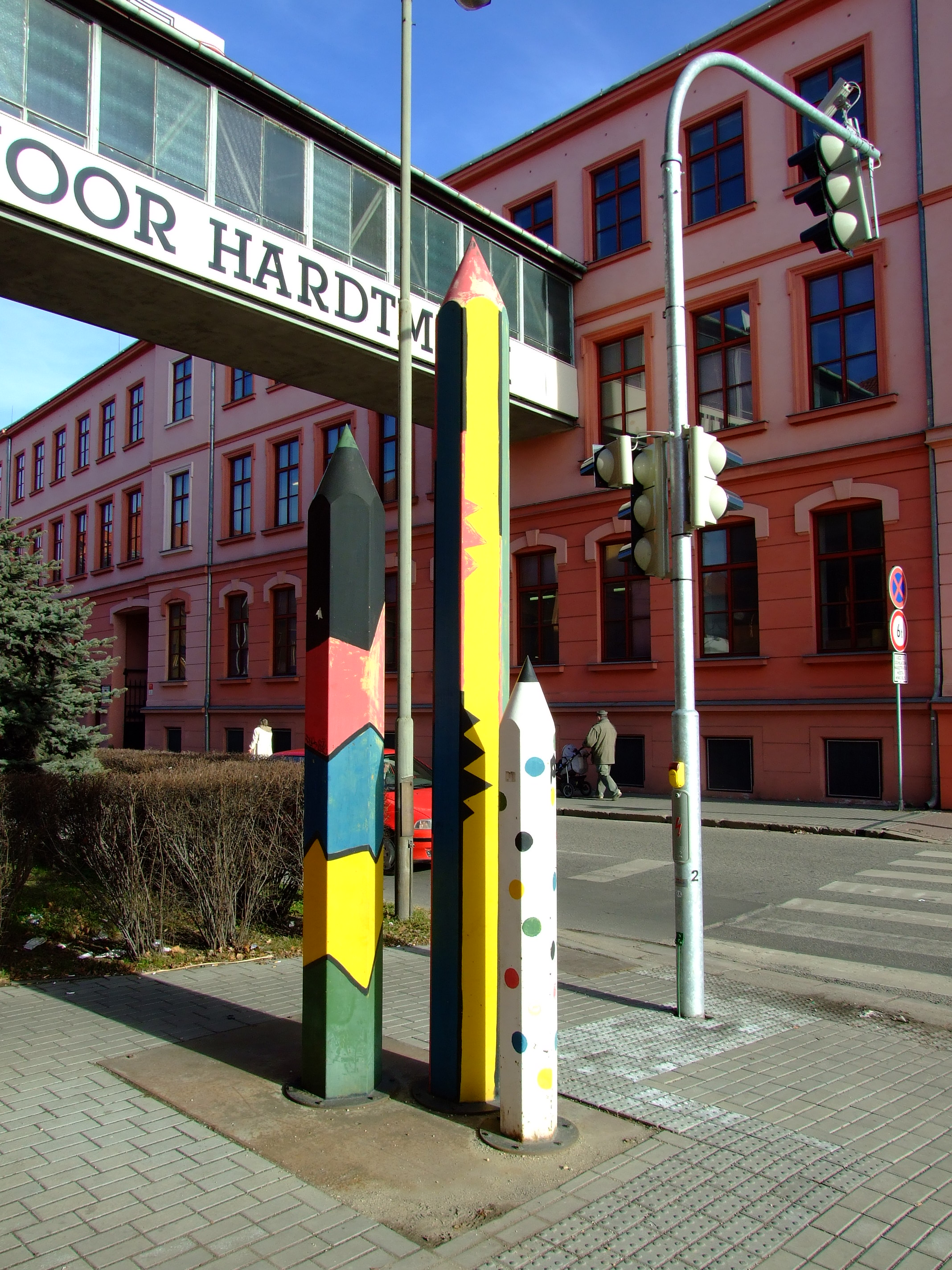
Koh-i-Noor位於捷克布傑約維採的工廠

Koh-i-Noor Hardtmuth是一家捷克文具產品製造公司，總部位於捷克布傑約維採。由奧地利人約瑟夫·哈特穆特於1790年成立，是世界上最古老的文具公司之一。
該公司在捷克擁有四家工廠（捷克布傑約維採、梅斯泰克克拉洛韋、布勞莫夫和米萊夫斯科），在保加利亞擁有一家工廠，生產和銷售各種書寫工具、美術材料和辦公產品。

## 外部連結
- 官方网站